# Sampang (ort i Indonesien)
Sampang är en ort i Indonesien.   Den ligger i provinsen Jawa Timur, i den västra delen av landet, 700 km öster om huvudstaden Jakarta. Sampang ligger 5 meter över havet och antalet invånare är 53 269. Den ligger på ön Madura.
Terrängen runt Sampang är platt. Havet är nära Sampang åt sydost.  Det finns inga andra samhällen i närheten. 